# Río Putumayo
Pour les articles homonymes, voir Putumayo.
Le río Putumayo (putu mayu en quechua), nommé rio Içá au Brésil, est une importante rivière de la partie occidentale du bassin amazonien qui parcourt plusieurs pays d'Amérique du Sud : la Colombie, l'Équateur, le Pérou et le Brésil. C'est un affluent direct du rio Solimões (nom brésilien du cours moyen de l'Amazone) dans lequel il se jette à Santo Antônio do Içá.
Le Putumayo/Içá est remarquable par son débit spécifique, à la fois le plus élevé et le plus régulier de tous les grands affluents de l'Amazone ; il roule à l'embouchure 8 fois plus d'eau que la Loire alors que son bassin couvre une surface équivalente.

## Géographie

### Cours supérieur
Le Putumayo prend sa source dans les Andes colombiennes, sur le territoire de la municipalité de Sibundoy, 50 km à l'est de la ville de Pasto. Cette région où naît aussi le río Caquetá est la région la plus arrosée du bassin amazonien. Le Putumayo se dirige en direction du sud-est, il quitte la montagne andine et atteint la ville colombienne de Puerto Asís. À 120 km seulement de sa source, il est déjà navigable et atteint un débit de 470 m3/s pour 2 900 km2 de bassin, soit un débit spécifique record de 160 litres par seconde et par kilomètre carré.
À proximité de Puerto Asís, il reçoit sur sa rive droite le río Guamuéz (ou Guamuès) qui vient du lac de la Cocha. Cet affluent lui est très comparable et double son débit.
120 km en aval, il reçoit, encore sur sa rive droite, son second grand affluent, le río San Miguel, lui aussi très abondant. À ce stade, le Putumayo charrie autant d'eau que le Rhône.
Il rejoint la frontière sud de la Colombie entre les confluents du río Guamuéz et du río San Miguel. Il délimite cette frontière pendant 1 500 km, d'abord avec l'Équateur, puis avec le Pérou.

### Cours moyen et inférieur
Jusqu'à l'embouchure dans le rio Solimões, le Putumayo s'écarte peu d'une direction est-sud-est. Son bassin versant, étroit et très allongé, s'intercale entre les bassins du río Caquetá (ou rio Japurá au Brésil) au nord et celui du río Napo, puis de l'Amazone-Solimões au sud. Il reçoit de nombreux affluents sur ses deux rives, mais l'étroitesse du bassin contraint la plupart d'entre eux à suivre un parcours parallèle au sien.
Dans son cours inférieur, il ferme au nord la portion de territoire colombien nommée « Trapèze amazonien », puis franchit la frontière brésilienne. En aval de cette frontière, il porte le nom de rio Içá pendant 320 km.

## Principaux affluents
- río Algodon (230 km, 3 307 km2, 160 m3/s)
- río Cara Paraná (260 km, 8 027 km2, 500 m3/s)
- río Guamuez (140 km, 4 772 km2, 500 m3/s)
- río Güeppí (110 km, 4 435 km2, 240 m3/s)
- río Igara Paraná (440 km, 12 945 km2, 810 m3/s)
- río San Miguel (240 km, 6 404 km2, 630 m3/s)
- río Yagua (330 km, 10 863 km2, 410 m3/s)

## Navigabilité
Le Putumayo est un cours d'eau puissant et navigable sur la plus grande partie de son cours, ce qui est exceptionnel si on le compare aux rivières voisines (río Caquetá notamment), souvent perturbées par des rapides.
Déjà à la fin du XIXe siècle, la rivière fut remontée par l'explorateur français Jules Crevaux (1847-1882). Son bateau avait un tirant d'eau de six pieds (plus ou moins deux mètres). Naviguant nuit et jour, il atteignit Cuemby, à quelque 1 600 km de son embouchure, sans observer le moindre rapide. Situé au pied des Andes, Cuemby se trouve dans le sud de la Colombie à seulement 320 km en ligne droite de l'océan Pacifique. Jules Crevaux observa que les sédiments de la rivière étaient libres de rochers jusqu'à la base des Andes. Les rives de la rivière étaient constituées de terre argileuse et le fond du lit consistait en sable fin.
Aujourd'hui la rivière est une voie de transport importante fréquentée par des bateaux et embarcations sur la presque totalité de sa longueur.
Dans le cadre des grands travaux d'infrastructure prévus en Amérique du Sud par l'IIRSA, le Putumayo a un rôle futur important à jouer. La mise en place le long de son cours d'infrastructures portuaires et routières doit permettre à la rivière de devenir un maillon important dans le grand axe de communication appelé Eje de Amazonas (« axe de l'Amazone ») reliant les ports atlantiques brésiliens de Manaus, Macapá  et Belém aux ports pacifiques du sud de la Colombie (Tumaco) et du nord de l'Équateur (San Lorenzo et Esmeraldas).
Pour cela, on a prévu l'adéquation des ports fluviaux de Puerto Asís en Colombie et de Puerto El Carmen de Putumayo en Équateur, tous deux sur les rives du Putumayo.

## Hydrométrie - les débits à São Paulo de Olivença
Le débit de la rivière a été observé pendant 14 ans (1979-1993) à São Paulo de Olivença, localité brésilienne frontalière de la Colombie située à 320 km de son embouchure dans le fleuve Amazone. 
À São Paulo de Olivença, le débit annuel moyen ou module observé sur cette période a été de 7 035 m3/s pour une surface étudiée de 99 000 km2, représentant 80 % du bassin versant de la rivière.
La lame d'eau écoulée dans le bassin versant se monte ainsi à 2 750 millimètres par an, ce qui doit être considéré comme extrêmement élevé. Le bassin de la rivière est en effet situé dans l'extrême ouest du bassin amazonien, au pied des Andes et au niveau de l'équateur, ce qui constitue la zone de pluviosité maximale de l'Amazonie.
Cours d'eau de la forêt pluviale équatoriale, le río Putumayo est un cours d'eau très abondant et très régulier. Les hautes eaux se déroulent d'avril à juillet inclus. Au mois d'août, le débit de la rivière baisse lentement jusqu'aux basses eaux allant de septembre à février et caractérisées par un léger rebond en décembre. Durant toute cette saison, la rivière garde un débit toujours très appréciable.
Le débit moyen mensuel observé en septembre (minimum d'étiage) atteint 5 680 m3/s, soit même pas 40 % de moins que le débit moyen du mois de mai (9 261 m3/s), mois du débit mensuel moyen maximal. Ceci témoigne de la faible amplitude des variations saisonnières.
Sur la durée d'observation de 14 ans, le débit mensuel minimal observé a été de 2 054 m3/s, tandis que le débit mensuel maximal s'élevait à 11 835 m3/s.

## Histoire

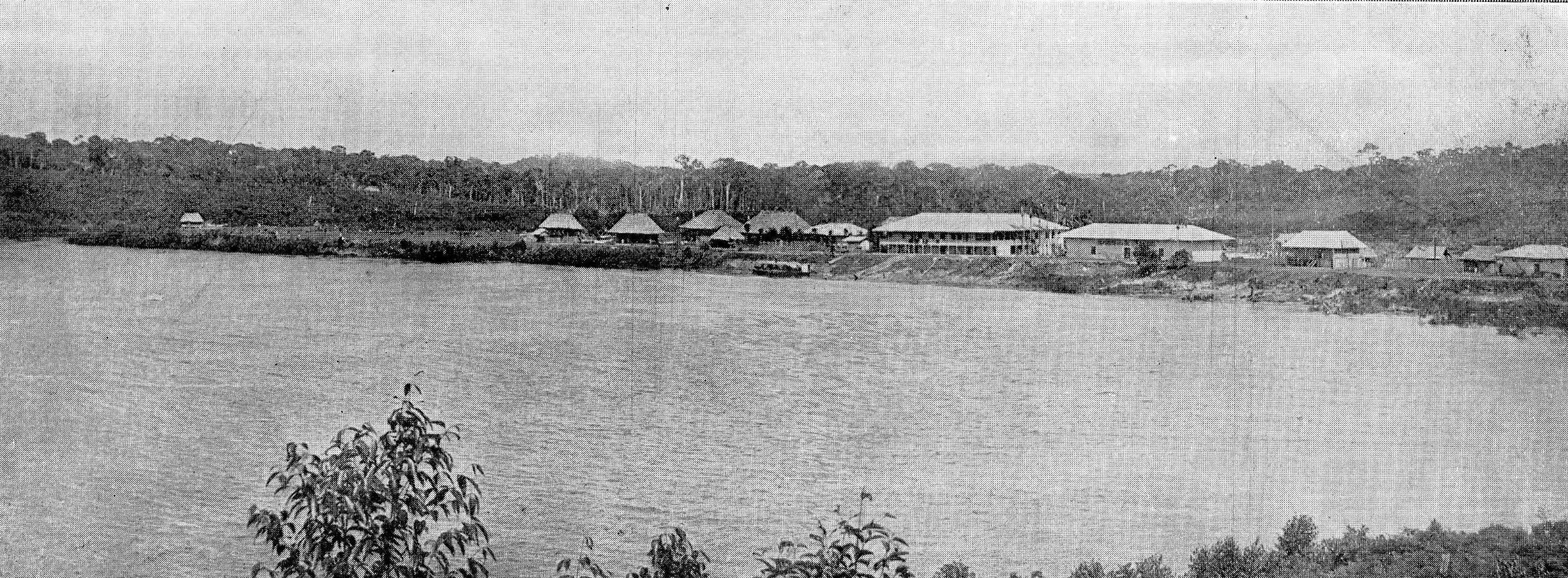
Les bâtiments de la Chorrera, factorerie principale du Putumayo (années 1920)